# Кроне, Генрих
Генрих Кроне (нем. Heinrich Krone; 1 декабря 1895, Хессиш-Ольдендорф, земля Нижняя Саксония, Германская империя — 15 августа 1989, Бонн, ФРГ) — западногерманский государственный деятель, федеральный министр по особым поручениям ФРГ (1961—1964).

## Биография

### Начало карьеры и партийная деятельность
После окончания в 1914 г. церковной гимназии в Хильдесхайме начал изучение католической теологии, но был в том же году мобилизован прусским военным министерством. После окончания Первой мировой войны, получил степень области преподавания новых языков и латыни в Мюнстере, Гёттингене и Киле. Во время учебы он стал членом Союза католических студенческих научных объединений Unitas.
До 1923 г. работал помощником учителя в Киле и одновременно учился экономике. В 1923 г. под руководством Фердинанда Тённиса защитил диссертацию по теории города. В Веймарской республике принимал активное участие в работе Союза для борьбы с антисемитизмом. 
В 1923 г. вступил в Партию Центра и был одним из организаторов демонстрации против гитлеровского Пивного путча. С 1923 по 1929 гг. являлся заместителем генерального секретаря Партии центра, а с 1923 по 1929 гг. — одновременно лидером молодежного крыла партии. С 1926 г. был членом венцом Федерального совета Рейхсбаннера.
После 1933 г. помогал тем, кто преследовался нацистами, используя Комиссию по помощи католикам неарийского происхождения. Он также тщетно протестовал в Министерство внутренних дел по поводу нападений СА на мирных жителей во время Кровавой недели в Кёпенике. В 1934—1935 гг. был управляющим директором Caritas-Notwerkes. Впоследствии был вынужден содержать семью случайными заработками. После покушения на Адольфа Гитлера 20 июля 1944 г. он был задержан в рамках операции «Буря» и в течение нескольких недель пробыл в концентрационном лагере Заксенхаузен.
В послевоенное время, в 1945 г., стал одним из основателей ХДС в Берлине. С 1947 по 1951 гг. входил в состав земельного правления христианских демократов.

### Политическая карьера

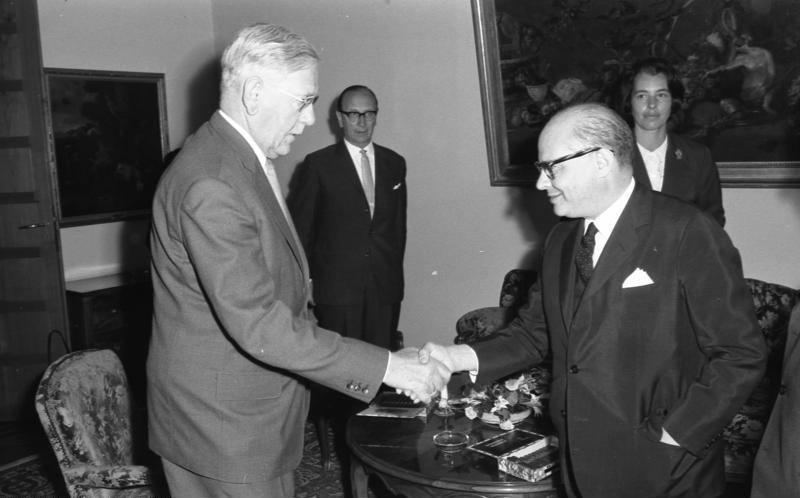
Генрих Кроне (слева) принимает председателя Либеральной партии Колумбии Карлоса Льераса Рестрепо, 1964

В 1925 г. он стал самым молодым депутатом рейхстага, в состав которого входил до 1933 г. 23 марта 1933 г. вместе со всей фракцией поддержал Закон о чрезвычайных полномочиях.
С 1949 по 1969 гг. был членом западногерманского бундестага Германии, вначале от Берлина, а затем — от Нижней Саксонии. С августа 1951 по июнь 1955 гг. являлся парламентским секретарем, а с июня 1955 по 1961 г. — председателем парламентской фракции ХДС/ХСС. Считался доверенным лицом и ближайшим сподвижником федерального канцлера ФРГ Конрада Аденауэра. Во фракции христианских демократов пользовался большим авторитетом, его называли «Папа Кроне» и «Универсальный клей Аденауэра» за способность обеспечивать сплоченность ее рядов.
В 1952 г. входил в состав группы из 34 депутатов фракции ХДС/ХСС, внесших законопроект о введении относительного большинства при голосовании в бундестаге. Во времена «Большой коалиции» оставался сторонником мажоритарной системы выборов, которая, несмотря на поддержку со стороны части социал-демократов, не встретила одобрения большинства его однопартийцев.
С 1961 по 1964 гг. занимал должность федерального министра по особым поручениям в правительства Аденауэра. Этот пост он сохранил при канцлере Людвиге Эрхарде.
С 1964 по 1966 г. — министр по делам Федерального совета обороны.
В 1969 г. решил больше не избираться в бундестаг и перешел на должность политического советника по вопросам «восточной» политики, за вклад в реализацию которой был впоследствии отмечен федеральным канцлером Гельмутом Колем.